# Cancho Gordo
Der Cancho Gordo ist der höchste Gipfel der Sierra de la Cabrera, einem recht eigenständigen Gebirgskamm in der Sierra de Guadarrama.
Er besteht aus vielen freistenden Granitblöcken und zeigt die typische runde Verwitterungsform des Granits.

## Besteigung
Mehrere Wege führen als Bergwanderung von Norden und Süden auf den Cancho Gordo, u. a. von La Cabrera als Ausgangspunkt.